# Praça Francisco Sá Carneiro (Lisboa)
A Praça Francisco Sá Carneiro, mais conhecida como Praça do Areeiro, situa-se na fronteira entre as antigas freguesias de São João de Deus e Alto do Pina, actualmente reunidas na freguesia do Areeiro. A praça insere-se no plano do Bairro do Areeiro, desenhado em 1938 pelo arquitecto e urbanista João Faria da Costa, ficando o projecto dos edifícios da praça a cargo do arq. Luís Cristino da Silva. A praça é unanimemente considerada um dos marcos do denominado Português Suave.